# Anatole Litvak
Anatole Litvak (ryska: Анатолий Михайлович Литвак, Anatolij Michajlovitj Litvak; ukrainska: Анатолий Михайлович Литвак, Anatolyj Michajlovytj Lytvak), alternativnamn Anatol Litwak och Anatole Litwak, född 21 maj 1902 i Kiev i Kejsardömet Ryssland, död 15 december 1974 i Neuilly-sur-Seine i Frankrike, var en amerikansk filmregissör, manusförfattare, filmproducent och regiassistent. Utöver regi skrev han bland annat manuset till filmen Nie wieder Liebe! (1931) och var regiassistent för filmerna Die freudlose Gasse (1925) och Napoléon (1927).

## Filmografi

### Regiassistent
- 1925 – Den glädjelösa gatan (Die freudlose Gasse)
- 1927 – Napoléon (Napoléon)

### Regi
- 1930 – Dolly gör karriär (Dolly macht Karriere)
- 1931 – Äventyrerskan från Dover (Nie wieder Liebe!)
- 1932 – I natt eller aldrig (Das Lied einer Nacht)
- 1932 – Lilas - grändens drottning (Coeur de Lilas)
- 1933 – Blodet ropar (Cette vieille canaille)
- 1935 – Stridskamrater (L'équipage)
- 1936 – Mayerlingdramat (Mayerling)
- 1937 – Kamrater i Paris (Tovarich)
- 1938 – Mellan två valser (The Sisters)
- 1938 – Den mystiske doktor Clitterhouse (The Amazing Dr. Clitterhouse)
- 1939 – Confessions of a Nazi Spy (Confessions of a Nazi Spy)
- 1940 – Mannen med järnnävarna (City for Conquest)
- 1940 – En brottslings hedersord (Castle on the Hudson)
- 1940 – Allt detta och himlen därtill (All This and Heaven Too)
- 1941 – Ljuset bortom dimman (Out of the Fog)
- 1942 – Över allt förnuft (This Above All)
- 1942 – Varför vi kämpa Nr 2 Nazisterna överfalla (Why We Fight 2. The Nazis Strike)
- 1943 – Söndra och härska (Why We Fight 3. Divide and Conquer)
- 1947 – Lång natt (The Long Night)
- 1948 – Ormgropen (The Snake Pit)
- 1948 – Ursäkta, fel nummer! (Sorry, Wrong Number)
- 1951 – Förrädare (Decision Before Dawn)
- 1953 – Möte med kärleken (Un acte d'amour)
- 1955 – Kärlek utan nåd (The Deep Blue Sea)
- 1956 – Anastasia (Anastasia)
- 1959 – Resan (Journey)
- 1961 – Tycker ni om Brahms ... (Goodbye Again)
- 1962 – Fem mil till midnatt (Le couteau dans la plaie)
- 1966 – Generalernas natt (The Night of the Generals)
- 1970 – Kvinnan i bilen med glasögon och gevär (La dame dans l'auto avec des lunettes et un fusil)